# Antennarius maculatus
Antennarius maculatus, también conocido como pez sapo verrugoso o pez sapo payaso, es una especie de pez del género Antennarius, familia Antennariidae. Fue descrita científicamente por Desjardins en 1840.
Se distribuye por la región del Indo-Pacífico occidental: Maldivas y Mauricio hasta Indonesia, Singapur, Filipinas, Papúa Nueva Guinea y las Islas Salomón. El largo total (TL) es de 15 centímetros. Se ha registrado a profundidades de hasta 15 metros y habita en arrecifes rocosos.
Está clasificada como una especie marina inofensiva para el ser humano.